# Olde English Bulldogge
För andra betydelser, se Bulldogg.
Olde English Bulldogge är en hundras från USA. Den är en rekonstruktion av den ursprungliga engelska bulldoggstypen som den såg ut innan den moderna aveln som gjorde engelsk bulldogg till en sällskapshund. Rasen är inte erkänd av Fédération Cynologique Internationale (FCI) eller American Kennel Club (AKC) men är erkänd av den konkurrerande amerikanska kennelklubben United Kennel Club (UKC) sedan 2014.